# Lewis P. Featherstone
Lewis Porter Featherstone (* 28. Juli 1851 in Oxford, Mississippi; † 14. März 1922 in Longview, Texas) war ein US-amerikanischer Politiker. Zwischen 1890 und 1891 vertrat er den ersten Wahlbezirk des Bundesstaates Arkansas im US-Repräsentantenhaus.

## Werdegang
Lewis Featherstone besuchte die Schulen seiner Heimat und studierte danach an der juristischen Fakultät der Cumberland University in Lebanon (Tennessee) Jura. Danach arbeitete er im Shelby County in Tennessee als Pflanzer. Nach seinem Umzug in das St. Francis County in Arkansas war er auch dort in diesem Beruf tätig. Politisch schloss er sich einer Bewegung namens Agricultural Wheel an, die die Interessen der Farmer vertrat und dann mit der United States Labor Party verschmolz.
Bei den Kongresswahlen des Jahres 1888 war der Demokrat William H. Cate gegen Featherstone in das US-Repräsentantenhaus in Washington, D.C. gewählt worden. Featherstone legte gegen diese Wahl Beschwerde ein. Nachdem dieser stattgegeben worden war, konnte er genau in der Mitte der Legislaturperiode, am 5. März 1890, seinen Sitz im Kongress einnehmen und die Amtszeit bis zum 3. März 1891 beenden. Bei den Wahlen des Jahres 1890 wurde er von der Labor Party für eine weitere Legislaturperiode nominiert, unterlag aber Cate, der damit sein 1890 verlorenes Mandat wieder zurückgewann.
Nach seiner Zeit im Kongress stieg Featherstone in das Eisenbahngeschäft ein. In Texas befasste er sich auch mit der Eisenverarbeitung. Während des Spanisch-Amerikanischen Krieges war er Hauptmann einer Freiwilligeneinheit. Er starb im März 1922 in Longview und wurde in San Antonio beigesetzt.